# Dravce (Slowakije)
Dravce (Hongaars: Szepesdaróc) is een Slowaakse gemeente in de regio Prešov, en maakt deel uit van het district Levoča.
Dravce telt 765 inwoners.